# Erikvalla
Erikvalla (fi. Eerikvallanniemi) är en udde på ön Satava i Åbo stad, Finland, med ett till Åbo och S:t Karins evangelisk-lutherska församlingar hörande lägerområde, på finska vid namn Heinänokka. Här finns också en hamn för de till församlingarna knutna sjöscoutkårernas båtar.
Lägerområdet bröts ut 1965. Eriksgården, som används av Åbo svenska församling, blev färdig 1967. Senare har också en matsalsbyggnad (1971), en andra lägergård, Mäntykallio (1971), och diverse mindre byggnader uppförts och området också i övrigt utvidgats. Scouthamnen blev färdig 1984 och utvidgades 1991. 
Erikvalla betjänas av stadens bussar, med turer ungefär en gång i timmen.